# Szczęsny Bednarski
Szczęsny Bednarski, właśc. Feliks Bednarski (ur. 30 sierpnia 1845 we Lwowie, zm. 13 sierpnia 1913 tamże) – lwowski drukarz, publicysta, honorowy członek gremium drukarzy, 1869–1872 członek zał. Towarzystwa Postępowego Drukarzy, w 1874 towarzystwa "Ognisko". Powstaniec styczniowy. 

## Życiorys
Urodził się w średniozamożnej rodzinie jako jedno z dwojga dzieci Anieli z domu Jezierskiej (1812–1895) oraz Michała Bednarskiego. Był uczestnikiem powstania styczniowego, a w 1887 stał się właścicielem drukarni we Lwowie, mieszczącej się przy Rynku Głównym nr 9. Jako jeden z nielicznych lwowskich drukarzy był zaangażowany w drukowanie czasopism, których był również redaktorem (m.in. Łącznosć: pismo poświęcona sprawą politycznym, społecznym i gospodarskim), publikował również broszury, w tym Materyały do historyi o drukarniach w Polsce a mianowicie drukarniach lwowskich i prowincjonalnych (1888) oraz dodatek do niej. Był redaktorem zawodowego pisma „Czcionka”. Był prezesem a do końca życia skarbnikiem gremium drukarskiego we Lwowie.
W 1880 zawarł małżeństwo z Franciszką z domu Sanciewicz (1862 - 1937), córką Franciszki z domu Schreiner i Józefa Sanciewicza, powstańca w powstaniu listopadowym, którego owocem było siedmioro dzieci. Po śmierci synowie Marian i Roman przejęli drukarnię, którą zarządzali pod kierunkiem matki. Drukarnia została zlikwidowana w 1941 z rozkazu wojsk sowieckich. 
Został pochowany na Cmentarzu Łyczakowskim we Lwowie. Jego brat Karol Bednarski (zm. 1911) również był drukarzem.